# نگونی، میشیگان
نگونی (به انگلیسی: Negaunee Township) یک منطقهٔ مسکونی در ایالات متحده آمریکا است که در شهرستان مارکت، میشیگان واقع شده‌است.
 نگونی  ۳٬۰۸۸ نفر جمعیت دارد و ۴۳۲ متر بالاتر از سطح دریا واقع شده‌است.